# María Celeste (película)
María Celeste es una película en blanco y negro de Argentina dirigida por Julio Saraceni sobre el guion de Alejandro Casona según la obra teatral El misterio del María Celeste de Casona y Alfonso Hernández Catá que se estrenó el 5 de abril de 1945 y que tuvo como protagonistas a Pedro López Lagar, Mirtha Legrand, Eduardo Cuitiño e Ilde Pirovano.
La obra toma como punto de partida un hecho real sucedido en 1872: la aparición frente a Gibraltar de un barco de carga que había sido abandonado por su tripulación compuesta por el capitán, su mujer, su hija de dos años y siete marinos sin que exista ninguna hipótesis corroborada acerca de lo sucedido. Los exteriores fueron filmados en Mar del Plata.

## Sinopsis
Una tormenta hace naufragar un barco y sus tripulantes consiguen llegar a una isla paradisíaca donde los hombres disputarán el amor de una única mujer.

## Reparto
- Pedro López Lagar ... Juan
- Mirtha Legrand ... María
- Eduardo Cuitiño ... Contramestre Tomás
- Ilde Pirovano ... Esposa del capitán
- Luis Otero ... Pedro
- Alberto Terrones ... Capitán del María Celeste
- Tito Alonso ... Marino
- Roberto Bordoni ... Teniente naval
- Jorge Villoldo

## Comentarios
Manrupe y Portela califican al filme de “melodrama mal actuado” y Roland escribe sobre el mismo que contiene “Fantasía y realidad en un intento de buen cine”. Por su parte Calki opinó:

”Casona…no ahonda en su imaginación y aplica a frases y sucesos un lirismo de segunda mano…Pedro López Lagar a otro personaje hecho a su medida su tono característico afectado, sobre todo en las escenas de la taberna, uno de cuyos momentos, en que conquista y besa de improviso a una mujer, pertenece cabalmente a los tiempos de Theda Bara.”